# Three Days (televíziós sorozat)
A Three Days (hangul:  쓰리 데이즈, Sszuri teidzsu, RR: Sseuri deiju) a dél-koreai SBS 2014. március 5-én bemutatott akcióthriller televíziós sorozata Pak Jucshon (Park Yu-cheon)nal, Szon Hjondzsu (Son Hyeon-ju)val, Pak Haszon (Park Ha-seon)nal és Szo Ihjon (So I-hyeon)nal a főszerepben.

## Történet
Dél-Korea elnöke magánvillájába megy néhány napra pihenni. Az éjszaka közepén lövések dörrennek és az elnök eltűnik. Az elnök védelmét ellátó testőröknek három napja van, hogy megtalálják és kiderítsék, mi történt vele. Közben Han Thegjong (Han Tae-kyung) testőr politikai összeesküvésre bukkan, ami miatt édesapját is megölték.

## Szereplők
- Pak Jucshon (Park Yu-cheon): Han Thegjong (Han Tae-kyung), az elnök testőre
- Szon Hjondzsu (Son Hyeon-ju): I Donghü (Lee Dong-hwi), Dél-Korea elnöke
- Pak Haszon (Park Ha-seon): Jun Bovon (Yoon Bo-won), rendőrnő
- Szo Ihjon (So I-hyeon): I Cshajong (Lee Cha-young), kommandós
- Cshö Vonjong (최원영, Choi Won-young): Kim Dodzsin (Kim Do-jin)
- Jun Dzsemun (윤제문, Yoon Je-mun): Sin Gjudzsin (Shin Kyu-jin), elnöki titkár
- 장현성 (Jang Hyeon-seong): Ham Bongszu (Ham Bong-su), az Elnöki Védelmi Hivatal vezetője

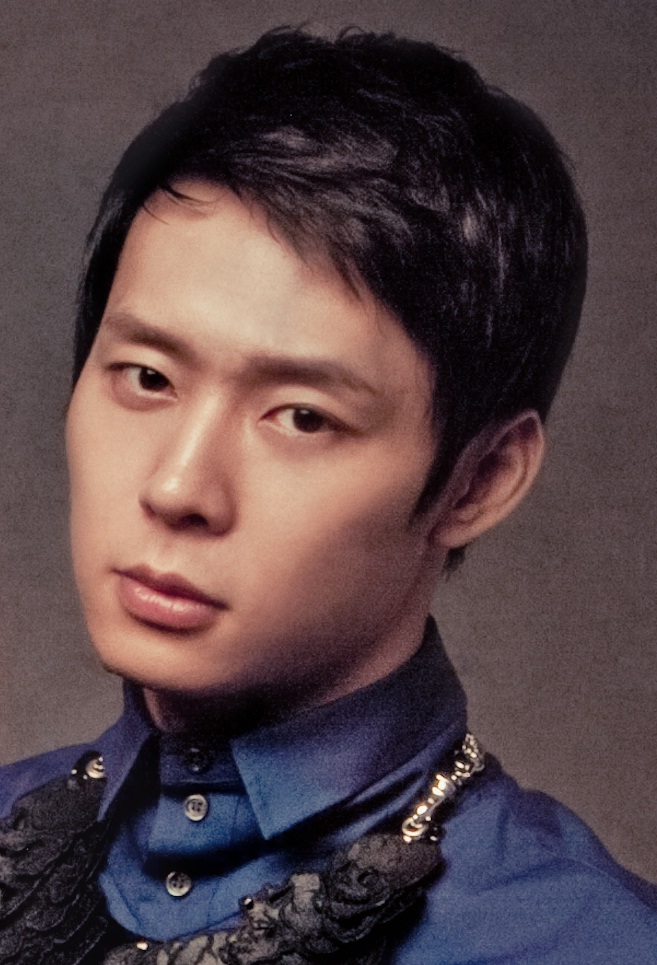
Pak Jucshon (Park Yu-cheon)
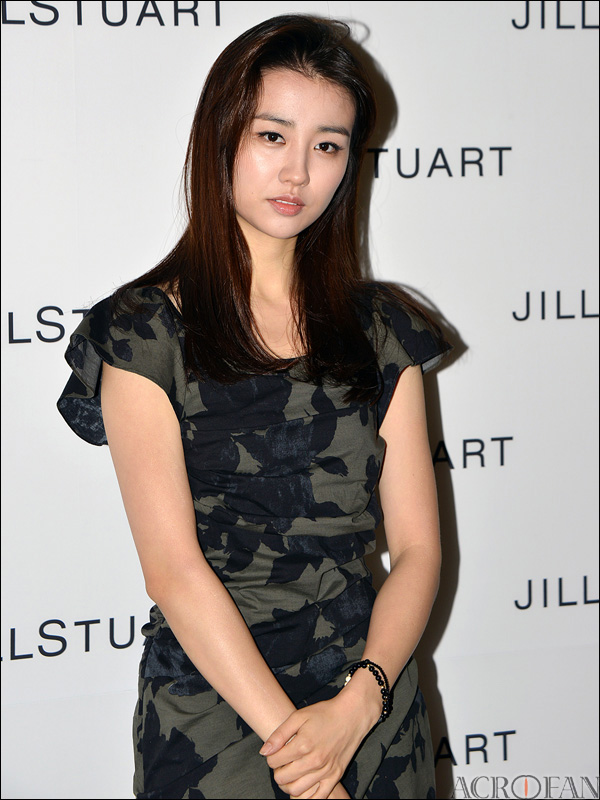
Pak Haszon (Park Ha-seon)